# Pachnoda nigroplagiata
Pachnoda nigroplagiata är en skalbaggsart som beskrevs av Ernst Gustav Kraatz 1900. Pachnoda nigroplagiata ingår i släktet Pachnoda och familjen Cetoniidae. Inga underarter finns listade i Catalogue of Life.